# سيغموند ليفينغستون
سيغموند ليفينغستون (بالإنجليزية: Sigmund Livingston)‏ هو محامي أمريكي، ولد في 27 ديسمبر 1872 في غيسن في ألمانيا، وتوفي في 13 يونيو 1946 في هايلاند بارك في الولايات المتحدة.